# 走る男II
『走る男 season II〜47都道府県制覇の旅〜』（はしるおとこ シーズン・ツー よんじゅうななとどうふけんせいはのたび）(略称：走る男II（はしるおとこツー）)は、2009年4月から2010年3月まで東名阪ネット6とBS11が共同制作し、放送していたドキュメントバラエティ番組である。2008年4月から2009年3月まで同系列で放送された『走る男〜日本縦断2500km』の続編である。

## 番組概要
東名阪ネット6共同制作の第4弾として制作され、タレントの森脇健児が2009年3月20日地元京都の鴨川・御池大橋を皮切りに、全国各県最低100人と伴走達成・その伴走者との合計走行距離が40000km制覇をノルマにして、47都道府県を京都府から時計回りに走破すべくスタートする。なお、一県で100人と伴走するまでは次の都道府県には進むことはできない。
このように走る男の継続番組となるが、日本縦断の旅から趣旨は大きく変わり、より多くの人とジョギングをすることに主眼が置かれている。森脇健児は制作発表の記者会見で「走る男は芸能生活をかけた番組だったが、やってよかった。様々な方と出会わせてもらった。今回は僕の姿を見て走り出した方と一緒に走りたい。」と伴走者を大きく募集している。
走る男では地元以外にも遠方からの伴走者がたびたび登場したが、今回は伴走者は各県100人を目標にしているのもあり、在住・在勤・出身地元に限られている（走る男に出演していた伴走者は、出演当時の映像もあわせて紹介される）。年齢制限は特になく、100人の中には幼稚園の園児達や、少年野球チームの選手が多くを占めたケースもある。番組開始当初の北陸地方では地上波で番組が放送されていないこともあり、伴走者を集めることで困難を極めた。石川県では、集合場所（兼六園）を公表しても集まらなかったことがあり、番組唯一の伴走者0人となった。その後途方に暮れ、金沢市内を1人でランニングした（このランニングは伴走者がいないので、40,000kmの中にはカウントされない）。
また、この作品からブログ形式のホームページで新たに「招待状BOX」なるものを開設し、全国各地のランナー集団（各県の走友会・ランニング愛好会等）から走る男＝森脇健児への招待状を受け付ける（個人での招待は不可で、何人かのグループで招待する必要がある）。番組が進むにつれ、招待状BOXによるランナーが増えていった。
招待状BOX以外で伴走を希望する場合は、公式ホームページにて次に走る都道府県と集合場所が公表されので、そこに参加する。なお、全ての都道府県で、あまり走りに自信のない人や、幼児・子供向けの距離設定もあり、この場合は通常のランナーと同時にスタートするが、数百メートル～1km程度走ったところで終了する。
上記の招待状BOXや公式ホームページでの参加者が少ない場合は、森脇自ら売り込みを行い、地元ラジオ局等に出演交渉し、ラジオの生番組でアピールすることもある。また、偶然立ち寄った飲食店等で、ランニング愛好家や多人数の団体を紹介してもらったり、高校・大学（体育会系）の部活動・サークルの走り込みに参加させてもらうこともある。
伴走者は『走る男II』というスタンプを旗に押して、人数の確認をして、署名も貰っている。旗には、その都道府県の都道府県章が入っている。エンディングで、男女問わず「今週の走る男たち」として名前が紹介される。ただし、最終回の京都府太陽が丘では名前が紹介されなかった人もいる（ホームページにいくつか書き込みあり）。後に発売されたDVD（完走編）には全ての伴走者の名前が印刷された新聞紙大（片面）の紙が添付されている。
前作の「走る男」同様、東名阪ネット6加盟の各局で放送時間が異なり、また前作をネットしていない局にも番組販売を行った。さらに日本BS放送 (BS11) が制作に加わり、東名阪ネット6制作では初めてデジタルBS放送にネットされることになった。

## 走行コース
京都府→滋賀県→福井県→石川県→富山県→長野県→新潟県→福島県→山形県→秋田県→宮城県
→岩手県→青森県→北海道→高知県→徳島県→香川県→愛媛県→沖縄県→熊本県→宮崎県→鹿児島県
→山梨県→静岡県→埼玉県→千葉県→栃木県→鳥取県→岡山県→島根県→広島県→山口県→群馬県→茨城県→東京都→神奈川県
→和歌山県→奈良県→三重県→岐阜県→愛知県→長崎県→佐賀県→大分県→福岡県→兵庫県→大阪府→京都府太陽ヶ丘
詳細な走行コースは走る男シリーズ  - 日本ウィキア(外部ウィキ)を参照

## エピソード
- スターターはアテネ・オリンピック金メダリストの野口みずきが務めた（京都市の鴨川・御池大橋にて）。
- 森脇はジョギング中、auの携帯電話（W65TやSportio water beatなど）を中に入れたリストバンドを腕に装着しており、同社のRun&Walk機能を使って距離の計測を行っている（使っている携帯が、個人のものなのかスタッフのもの、もしくは貸与品なのかは不明）。
- 2009年5月27日、宮城県の走行において、ご当地出身の石ノ森章太郎の代表作『サイボーグ009』のキャラクターである「003」、及び石ノ森がデザインした石巻市のご当地ヒーロー「シージェッター海斗」と海斗の悪役「ミャーガノイド」（A,B,Cの3体）が伴走者として参加した。宮城県が放送された回のED「今週の走る男たち」で、宮城県最後のランナーは「ミャーガノイドC」となっていた。
- 2009年10月1日、千葉県千葉市での走行において、当時千葉テレビ放送アナウンサーだった中野涼子が局の代表として伴走参加した。共同制作局の関係者が伴走したのはこの時が初となる。番組スタッフではないため、伴走の参加は可能となっている。
  - ちなみに、前作『走る男』では、ネット局のTVQ九州放送アナウンサーの立花麻理が伴走したことがあった。なお、今作はTVQで放送されていない。
- 2009年10月26日の名古屋のラジオ番組内で、森脇自身が「山形（山形放送）での視聴率は、前にやっている『笑点』の影響で約15%を獲っている」と発言している[出典無効]（山形放送での『笑点』の視聴率は約18%（森脇談）[出典無効]。ただし、当番組の後は『笑点』ではなく、同放送の自社制作番組〔『酒の肴つくってみーよ』と『やまがたサンデー5』〕）。
- 2009年11月21日、東京都での走行において、松竹芸能所属の安田大サーカス、オジンオズボーン、アン☆ドゥが伴走者として参加した。
- 2009年12月12日、奈良県での走行において、平城遷都1300年記念事業のマスコット「せんとくん」が伴走者として参加。奈良県が放送された回のED「今週の走る男たち」で、奈良県最後のランナーは「せんとくん」となっていた。
- 2009年の夏頃には『走る男II』の続編はなし、と早々に2010年3月で『走る男』シリーズの終了が決定した。しかし森脇が2月のイベントで明かしたところによると、東京都・神奈川県にあまりに人が集まりすぎたため、それを見たキー局のプロデューサーが「こんなに人気があるならもう少し続けてみよう」と思い直し、シリーズの続編『走る男F』のスタートが決まったという（『走る男II』の森脇日記にはオーラスの京都で1000人以上集まったからプロデューサーが続編制作を決断した、と記しているがもうその頃には続編の制作は決まっていたのでこの記述は正確ではない）。

## ネット局
| 放送対象地域   | 放送局                         | 系列                                    | 放送日時 | 放送期間 |
| -------------- | ------------------------------ | --------------------------------------- | --- | --- |
| 埼玉県         | テレビ埼玉（テレ玉）           | 独立協 （東名阪ネット6加盟） 共同制作局 | 毎週水曜日 23:30 - 24:00 毎週火曜日 19:30 - 20:00（水曜日放映分の再放送） | 2009年4月8日 - 2010年3月24日 2009年4月14日 - 2010年3月30日 |
| 神奈川県       | テレビ神奈川 (tvk)             | 独立協 （東名阪ネット6加盟） 共同制作局 | 毎週土曜日 22:30 - 23:00 毎週水曜日 21:00 - 21:30 | 2009年4月11日 - 2010年3月27日 2009年4月15日 - 2010年5月5日 |
| 三重県         | 三重テレビ放送 (MTV)           | 独立協 （東名阪ネット6加盟） 共同制作局 | 毎週土曜日 22:30 - 23:00 | 2009年4月11日 - 2010年3月27日 |
| 兵庫県         | サンテレビジョン（サンテレビ） | 独立協 （東名阪ネット6加盟） 共同制作局 | 毎週土曜日 21:30 - 22:00 毎週月曜日 18:00 - 18:30（土曜日放映分の再放送） | 2009年4月11日 - 2010年3月27日 2009年4月13日 - 2010年3月29日 |
| 京都府         | 京都放送（KBS京都）〈幹事〉    | 独立協 （東名阪ネット6加盟） 共同制作局 | 毎週日曜日 22:30 - 23:00 毎週土曜日 11:00 - 11:30（再放送） | 2009年4月12日 - 2010年3月28日 2010年4月10日 - |
| 千葉県         | 千葉テレビ放送（チバテレ）     | 独立協 （東名阪ネット6加盟） 共同制作局 | 毎週月曜日 21:30 - 22:00 毎週火曜日 15:30 - 16:00（月曜日放映分の再放送） 毎週土曜日 10:30 - 11:00（月曜日放映分の再放送） 毎週月 - 木 22:00 - 22:30（東名阪ネット6制作番組再放送枠） 毎週月曜日 22:00 - 22:30（上記再放送枠から引き続き） | 2009年4月13日 - 2010年3月29日 2009年10月6日 - 2010年3月30日 2009年4月18日 - 2010年4月3日 2010年7月1日 - 2010年9月23日(第1回 - 第30回) 2010年10月4日 - 2011年3月（第31回 - ） |
| 全国放送       | 日本BS放送 (BS11)              | BS放送 共同制作局                       | 毎週日曜日 12:00 - 12:30 毎週金曜日 18:30 - 19:00（日曜日放映分の再放送） 毎週月 - 金 15:00 - 15:30（連日放送） | 2009年4月12日 - 2010年4月4日 2009年6月29日 - 2010年4月5日 2009年10月5日 - 2009年11月13日（第1回 - 第30回）                                                                   |
| 山形県         | 山形放送 (YBC)                 | 日本テレビ系                            | 毎週日曜日 16:25 - 16:55 | 2009年5月3日 - 2010年4月4日 |
| 栃木県         | とちぎテレビ (GYT)             | JAITS                                   | 毎週火曜日 24:00 - 24:30 | 2009年8月4日 - |
| 岡山県・香川県 | 山陽放送 (RSK)                 | TBS系                                   | 土曜日・日曜日の昼に不定期放送 | |
| 愛媛県         | 南海放送 (RNB)                 | 日本テレビ系                            | 毎週金曜日 25:23 - 25:53 | 2009年4月30日 - 2010年4月23日 |

※前作は放映された新潟総合テレビ、テレビ信州、TVQ九州放送では今作は放映されていない。

## スタッフ
※太文字の付された人は、前身番組「らくらぶR」のスタッフで、当番組も引き続き担当している。
- 走る男たち
  - 現場プロデューサー：東郷一重
  - 編集：益田信喜
  - 携帯カメラ撮影：東郷一重、大継康高、上田雅史
  - ビデオ撮影：大継康高
  - ディレクター：大継康高、上田雅史、山崎大祐、濱田洋輔
  - マネージャー：紀井英顕
  - ナレーター：山崎大祐
  - 構成作家：柳田光司（愛称：なぎーた）
  - 高尾雅也、島村類、大田晃士、馬場順一、並川洋介
- エグゼクティブプロデューサー：伊藤義行（KBS京都）
- プロデューサー：青柳洋治（チバテレ）、松本宏（テレ玉）、関佳史（テレビ神奈川）、波多美由紀（三重テレビ）、江副純夫（サンテレビ）、今西武志（日本BS放送、第4回~）
- 衣装協力：adidas
- 制作著作：東名阪ネット6（テレ玉、チバテレ、tvk、三重テレビ、KBS京都（幹事）、サンテレビ）、日本BS放送
- 制作：GENKI PRODUCTION, INC.、松竹芸能、tcエンタテインメント
- スポンサー：adidas Japan  Running、au Smart Sports Run&Walk、ファイテン株式会社、SUPER VAAM、地球の歩き方

### テーマ曲
「ジョギング」
- 作詞：河島英五
- 作曲：河島翔馬、河島あみる
- 歌：河島翔馬

## 関連商品

### DVD
1. 始走編（2009年10月2日ローソン先行発売）
2. 快走編（2010年1月1日ローソン先行発売）
3. 完走編（2010年6月2日ローソン先行発売）

### CD
- 「ジョギング」(2009年2月7日発売)
- 「旅詩」(2009年2月21日だけ限定発売)